# St. Laurentius (Reinhartshausen)

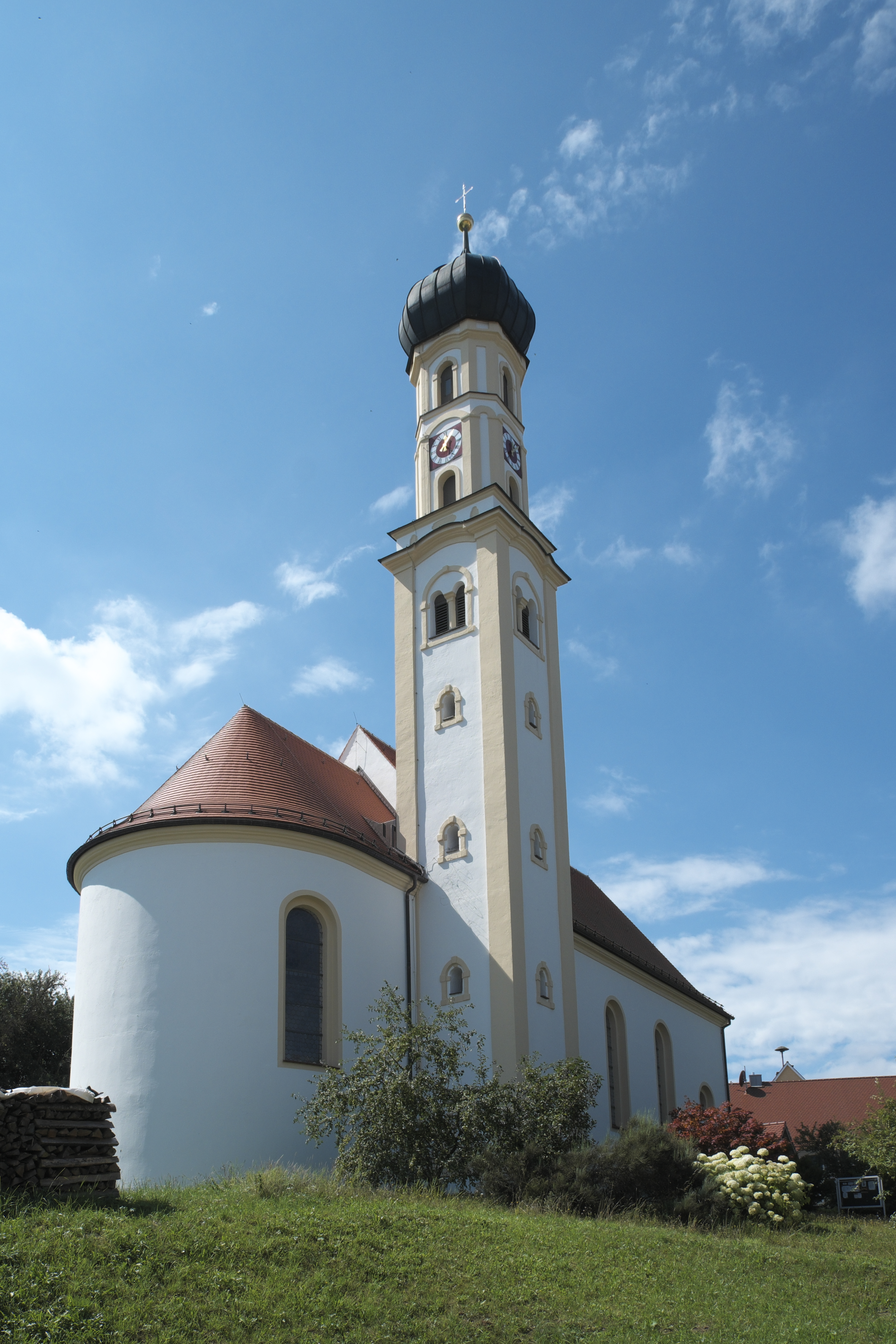
Ansicht von Nordosten

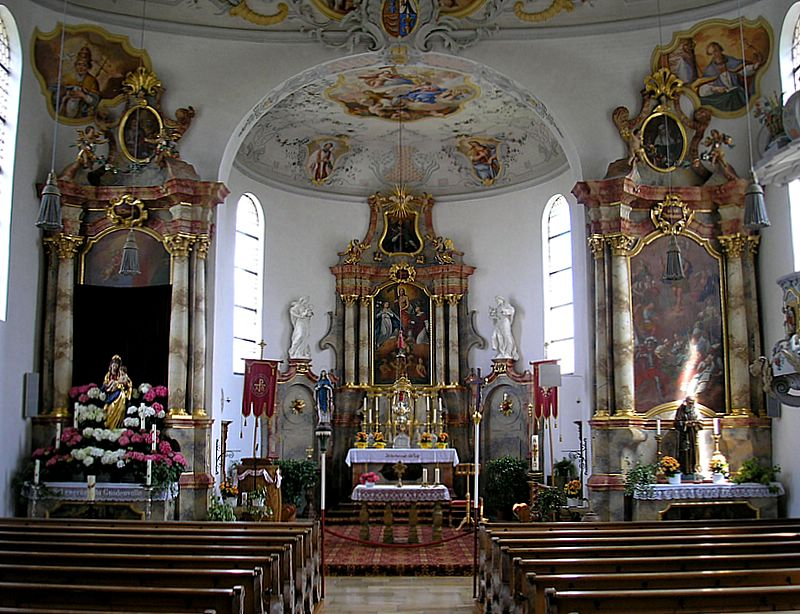
Innenansicht nach Osten, um 2006

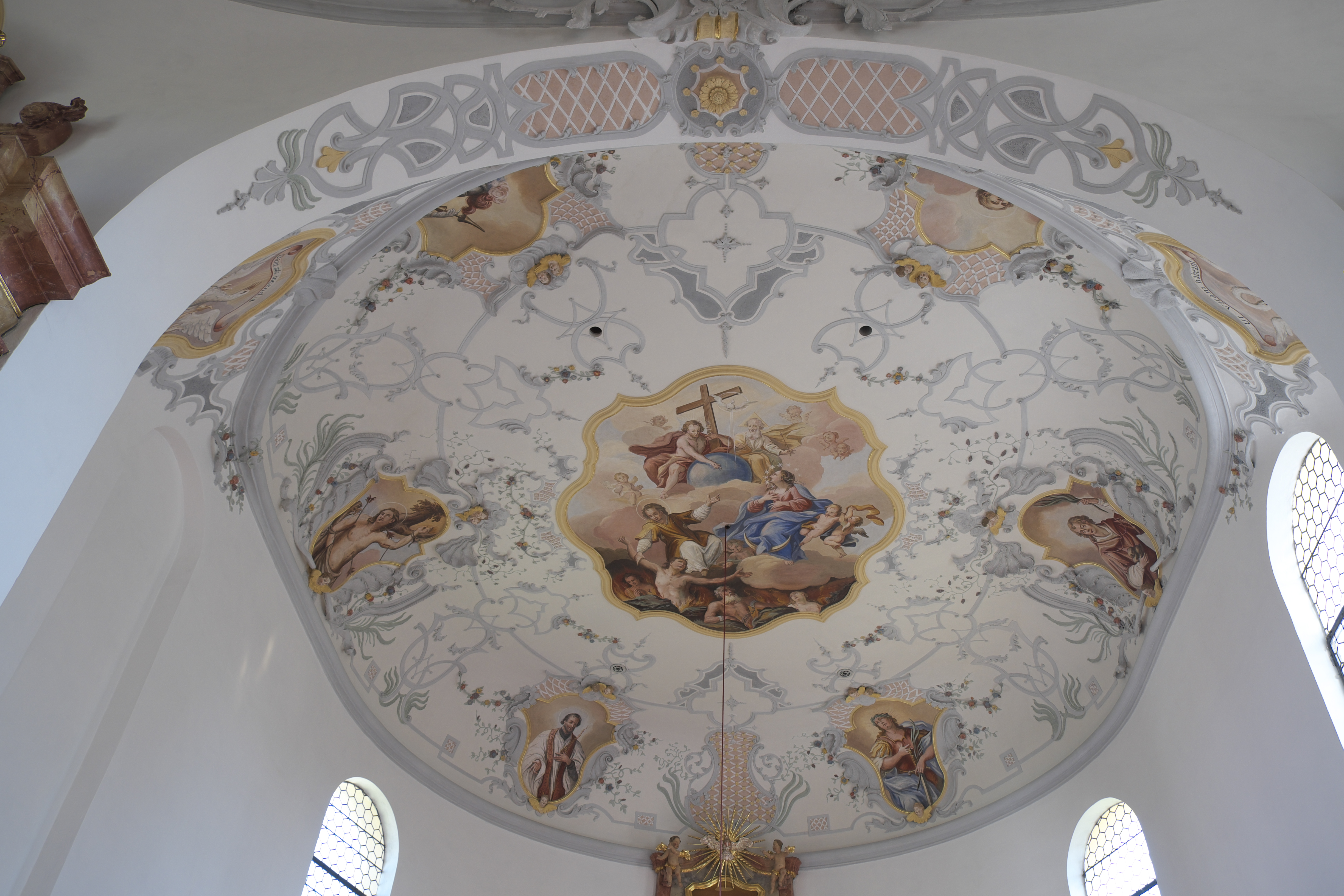
Ovale Flachdecke im Chor

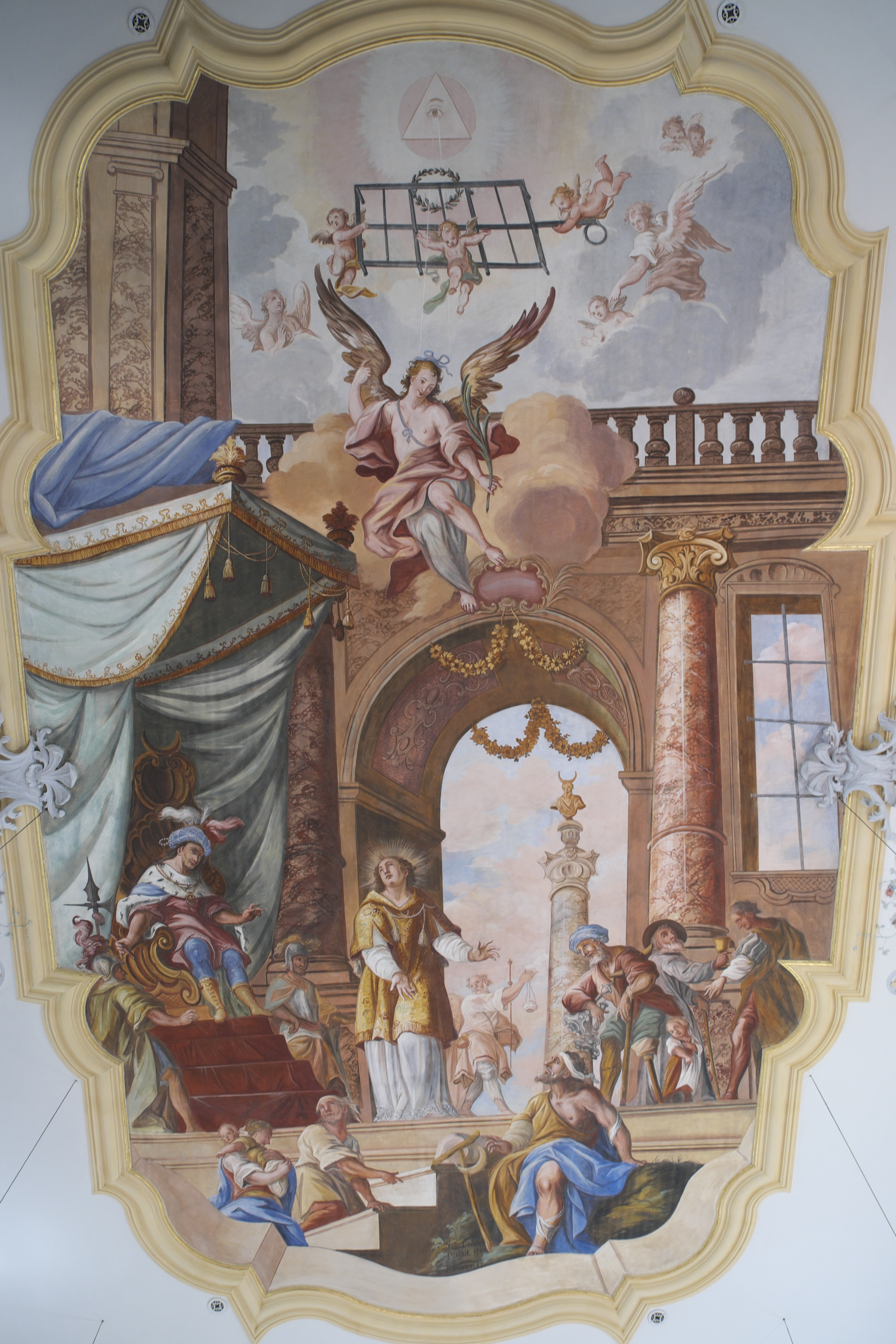
Deckenfresko im Langhaus

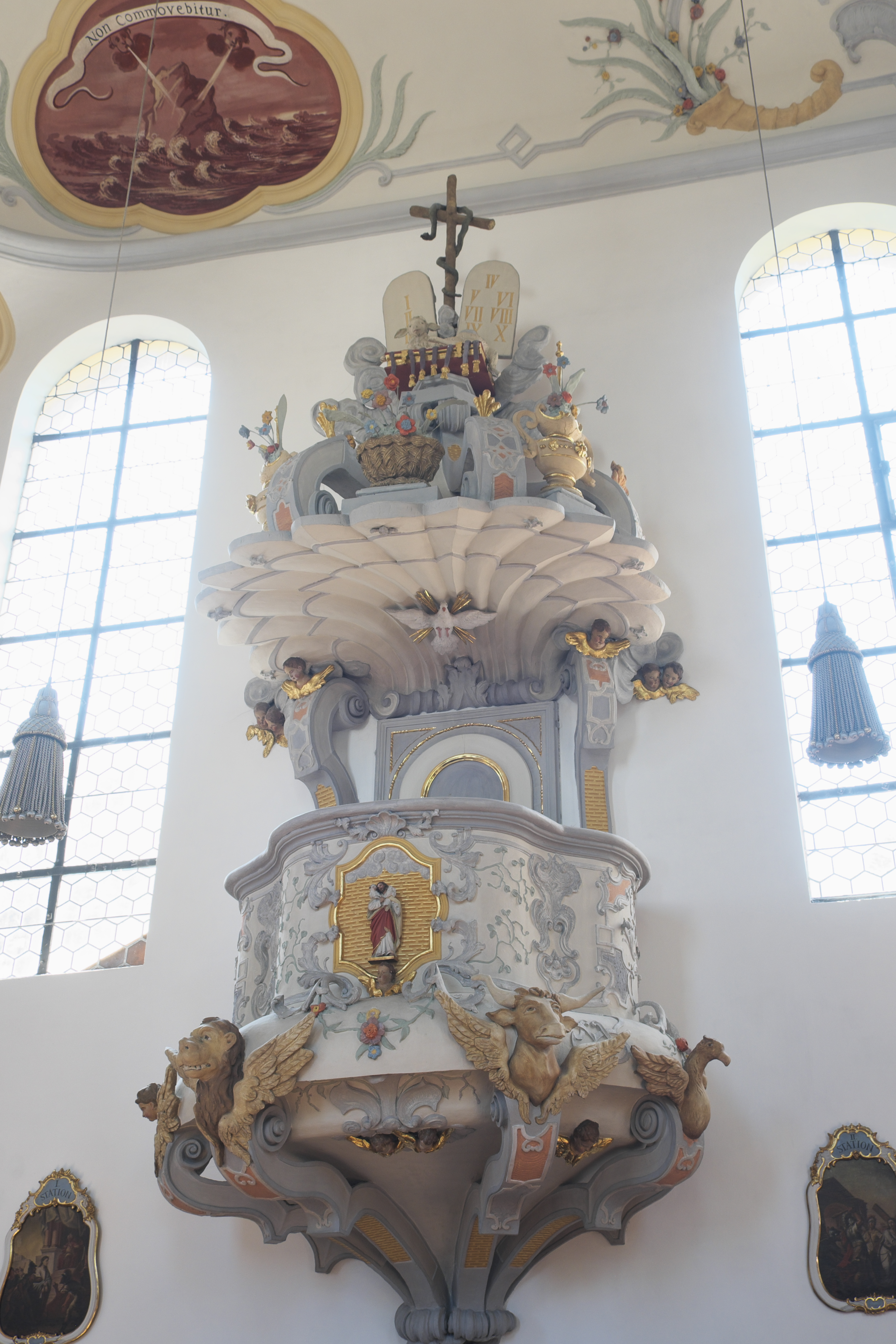
Kanzel

Die katholische Pfarrkirche St. Laurentius liegt im Süden des Bobinger Stadtteiles Reinhartshausen im schwäbischen Landkreis Augsburg auf einer kleinen Anhöhe. Der barocke Saalbau wurde im 18. Jahrhundert zeittypisch ausgestattet. Die dem Märtyrer Laurentius von Rom (3. Jahrhundert) geweihte Kirche gehört zu den geschützten Baudenkmälern in Bayern.

## Geschichte
Der Ort dürfte erst im 14. Jahrhundert auf einer Rodungsinsel angelegt worden sein. Eine erste Pfarrkirche entstand um 1455, als der Grundherr Konrad Gwerlich die Anstellung eines eigenen Pfarrers finanzierte.
Seit 1586 gehörte das Dorf der Familie Fugger zu Kirchheim. Die Kirche wurde bereits 1720 als baufällig bezeichnet. Einige Baumeister reichten daraufhin Vorschläge für einen Neubau ein. 1738 fertigte Joseph Dossenberger der Ältere aus Wollishausen einen Entwurf, den seine Söhne Joseph Dossenberger und Johann Adam Dossenberger ausführten. Der Neubau wurde im folgenden Jahr begonnen, konnte jedoch aus finanziellen Gründen erst 1742 vollendet werden. Die Stuckaturen des Innenraumes entwarf wahrscheinlich Franz Xaver Feichtmayr der Ältere, die Ausmalung übernahm Johann Georg Lederer. Insgesamt kostete das Werk 3673 Gulden. Die Weihe des Gotteshauses erfolgte am 18. Oktober 1780.
Größere Restaurierungen wurden 1897, 1946, 1956, 1969 (Außensanierung) und ab 1981 (Innenraum) durchgeführt.

## Architektur

### Außenbau
Die Außenansicht wird vom hohen Turm im nördlichen Chorwinkel geprägt. Über fünf quadratischen Geschossen erhebt sich ein zweigeschossiges Oktogon (Achteck), das von einer Zwiebelhaube abgeschlossen wird. Als Gegenstück ist im Süden die eingeschossige Sakristei angelegt.
Dem schlichten Langhaus ist ein halbrund geschlossener, eingezogener Chor angefügt. Einfache Rundbogenfenster belichten den Innenraum. Das Portal ist in ein Vorzeichen an der Nordseite integriert.

### Innenraum
Die Ecken des vierachsigen Langhauses sind abgerundet, so dass der Eindruck eines Ovalraumes entsteht. Der Saal wird von einer bemalten und stuckierten Flachdecke überspannt. Den westlichen Abschluss bildet eine Doppelempore auf je zwei Stützen.
Der runde Chorbogen leitet in das einjochige Presbyterium über. Auch dieser Raumteil wird von einer flachen Ovaldecke über einer hohen Voute (Wölbung) abgeschlossen, deren westliche Ecken als Pendentifs ausgebildet sind.

## Stuckdekor und Fresken
Die teilweise sehr plastische Stuckdekoration entstand wohl nach Entwürfen Franz Xaver Feichtmayrs. Als ausführende Handwerker sind Franz Hölzle, Joseph Gränzinger, Matthes Lang und Hans Georg Blösch nachweisbar. Die Dekoration besteht aus Bandel-, Gitter- und Blattwerk, Blumenranken, großen Füllhörnern und einer hochovalen Wappenkartusche über dem Chorbogen.
Die Fresken schuf der Augsburger Meister Johann Georg Lederer im Jahr 1742 für insgesamt 150 Gulden. Im Chor zeigt das Hauptbild die Fürbitte Mariens und des heiligen Laurentius für die Armen Seelen vor der Heiligen Dreifaltigkeit. In den Kartuschen erkennt man Heilige, in den Pendentifs einen Pelikan, der seine Jungen mit seinem eigenen Blut nährt, und einen Phönix inmitten eines lodernden Feuers.
Auf dem Hauptfresko im Langhaus steht der heilige Laurentius vor dem römischen Gericht. Der Richter sitzt auf einem Thron unter einem hohen Baldachin. Die Szene spielt sich unter einer antikisierenden Bogenarchitektur ab, oben schweben Engel mit der Märtyrerpalme und dem Rost, auf dem der Heilige gemartert wurde. Der Inschrift am Bildrand zufolge wurde das Fresko 1897 überarbeitet: „J. G. Lederer pinxit 1742. Renov. 1897“.
In den größeren Kartuschen der Langhausdecke sind die Evangelisten Matthäus, Markus, Johannes und Lukas (hinter der Orgel) dargestellt. Die kleineren Medaillons zeigen vier emblematische Darstellungen in Grisaillemalerei.

## Ausstattung
Den Hochaltar mit den seitlichen Scheindurchgängen lieferte 1745 der Hainhofer Schreiner Johann Konrad Rist und erhielt dafür 250 Gulden. Das Altarblatt aus dem 19. Jahrhundert wird von zwei korinthischen Säulenpaaren flankiert.
Die beiden Seitenaltäre ähneln dem Hauptaltar in Gestaltung und Aufbau, so dass sie sicherlich dem gleichen Meister zuzuordnen sind. Die Gemälde stammen aus der Mitte des 18. Jahrhunderts. Das Altarblatt des rechten Seitenaltares mit der Darstellung der 14 Nothelfer wird Johann Baptist Heel zugeschrieben, der das Hauptbild des linken Seitenaltares signierte. Hier ist der Tod Josephs dargestellt.
Das bedeutendste Ausstattungsstück ist die ungewöhnliche, farbig gefasste Kanzel aus der Zeit um 1742. Der Kanzelkorb wird von vier Volutenanschwüngen mit den Evangelistensymbolen getragen. Die Brüstung trägt Dekorationen aus Bandelwerk, Blatt- und Blütenranken. Der Schalldeckel hat die Form einer flachen Muschel. Darüber stehen vier Vasen und ein Blumenkorb zwischen Volutenschwüngen. Den Abschluss bilden das Buch mit den sieben Siegeln, das Lamm Gottes, die Gesetzestafeln und die Eherne Schlange am Kreuz.
Die Kreuzwegstationen aus der Zeit um 1769 werden dem Augsburger Joseph Mages zugeschrieben. Sie stammen ursprünglich aus der 1945 abgebrannten Schlosskapelle in Hardt.